# James Meade
James Edward Meade (født 23. juni 1907 i Swanage, død 22. december 1995 i Cambridge) var en britisk økonom og bl.a. professor ved London School of Economics (LSE) og University of Cambridge. I 1977 modtog han Nobelprisen i økonomi sammen med Bertil Ohlin "for deres banebrydende bidrag til teorien bag international handel og kapitalbevægelser".

## Baggrund
James Meade blev født i Swanage i grevskabet Dorset i Sydengland og voksede op i byen Bath. Både som teenager og i begyndelsen af sin studietid ved Oxford University fra 1926 beskæftigede han sig med humanistiske fag som græsk og latin, men i slutningen af sit andet studieår skiftede han til faget "Filosofi, Politik og Økonomi", som var et ret nyt universitetsfag. I 1930-31 tilbragte han et år som postdoc ved Trinity College i Cambridge, hvor hans interesse for økonomien som videnskab blev voldsomt stimuleret af deltagelsen i diskussionsgruppen "Cambridge Circus", en gruppe yngre økonomer som bl.a. Joan Robinson og Piero Sraffa, der diskuterede John Maynard Keynes' værker, også med ugentlige møder med Keynes selv.

## Karriere
I 1931 blev Meade udnævnt til lecturer ved Hertford College i Oxford. Her var han med til at påbegynde undervisningen i økonomi som et egentligt universitetsfag med eksamination, hvilket var en ret ny situation i Oxford. Meade interesserede sig ikke mindst for spørgsmålet om massearbejdsløshed, som var et stort problem under depressionen i 1930'erne. Et andet interesseområde var Folkeforbundet - i Oxford var der på det tidspunkt en meget aktiv afdeling af foreningen League of Nations Union, hvis sekretær Margaret Wilson endte med at blive gift med Meade. I 1937 rejste parret til Geneve, hvor Meade i tre år arbejdede for Folkeforbundet. 
I 1940 måtte de rejse tilbage til England på grund af 2. verdenskrig. Her blev Meade ansat i War Cabinet Secretariat, hvor han blev til 1947, fra 1946 som sekretariatets direktør. I sekretariatet arbejdede han under hele krigen med at løse diverse former for økonomiske spørgsmål afledt af krigsførelsen, bl.a. sammen med Keynes. 
I 1947 blev Meade professor i handelsteori ved London School of Economics. I løbet af det næste tiår skrev han to banebrydende bøger om international økonomisk politik, nemlig The Balance of Payments ("Betalingsbalancen") (1951) og Trade and Welfare ("Handel og velfærd) (1955). Den første bog understregede blandt andet det faktum, at en regering har brug for et selvstændigt instrument for hvert af de politiske mål, det stiler efter. Den anden bog omhandlede, under hvilke betingelser frihandel stiller et land bedre, og hvornår det ikke er tilfældet. Meade konkluderede, modsat den på det tidspunkt gældende opfattelse, at hvis et lande allerede beskyttede et af sine markeder fra international konkurrence, kunne yderligere beskyttelse af et andet marked være fordelagtigt (såkaldt "second best"). Det var ikke mindst på grund af bidragene i disse bøger, at Meade senere fik Nobelprisen sammen med Bertil Ohlin i 1977.
I 1957 flyttede Meade fra London for at blive professor i politisk økonomi i Cambridge. Det var han indtil 1967, hvor han forlod stillingen for at blive senior research fellow ved Christ's College i Cambridge - en stilling, han beklædte indtil sin pensionering i 1974.

## Meade-komiteen
I 1974 blev Meade formand på fuld tid for en komite, der skulle kulegrave det britiske skattesystem og komme med forslag til en skattereform. Komiteen, der blev nedsat af den uafhængige britiske institution Institue for Fiscal Studies, fik navn efter sin formand som Meade-komiteen, og afsluttede i 1978 sit arbejde i form af en fyldig rapport. Rapporten blev i mange år betragtet som et hovedværk inden for sit felt og stod som en standard-reference i diskussioner om skatte-teori og skattepolitik i England - så meget, at ideen mange år senere blev kopieret af Institute for Fiscal Studies, der i 2011-12 offentliggjorde et tilsvarende "Mirrlees Review", igen en gennemgribende rapport om Storbritanniens skattesystem, skrevet af anerkendte eksperter og med en britisk Nobelpristager (denne gang James Mirrlees) i spidsen, med klare referencer til Meade-rapporten.